# Georg Wagner (Politiker, 1799)
Johann Georg Wagner (* 25. Januar 1799 in Obertiefenbach im Landkreis Limburg-Weilburg; † 3. November 1859 ebenda) war ein deutscher Landwirt und Mitglied des Nassauischen Landtags.

## Leben
Georg Wagner betrieb – wie sein gleichnamiger Vater – in seinem Heimatort eine Landwirtschaft und erhielt am 18. März 1833 als Nachfolger von Joseph Trombetta ein Mandat für die Zweite Kammer des Nassauischen Landtags. Er wurde aus der Gruppe der Grundbesitzer aus dem Wahlkreis Weilburg in das Parlament gewählt und blieb dort bis zum Jahr 1838.
Anfang 1818 hatte Herzog Wilhelm I. zu den ersten Wahlen in seinem Land aufgerufen. Wahlberechtigt waren 39 Adelige, 1448 bürgerliche Großgrundbesitzer und 128 wohlhabende Stadtbewohner. 
Das passive Wahlrecht besaßen nur 265 Personen.